# Scaevola microphylla
Scaevola microphylla är en tvåhjärtbladig växtart som först beskrevs av Vriese, och fick sitt nu gällande namn av George Bentham. Scaevola microphylla ingår i släktet Scaevola och familjen Goodeniaceae. Inga underarter finns listade i Catalogue of Life.